# Spitsbergen (Holandia)
Spitsbergen – wieś w Holandii, w prowincji Groningen, w gminie Menterwolde.